# Льюїс Мумау
Льюїс Мумау (англ. Lewis H. Moomaw; 5 травня 1889 — 22 серпня 1980) — американский режисер та продюсер.
Народився 5 травня 1889 року в Бейкері, штат Орегон, США.
Відомий за фільмами «Чечакос» (1923), «Золотий слід» (1920) і «Під рум'янами» (1925).
Помер 22 серпня 1980 року в Сан-Дієго, Каліфорнія, США.

## Фільмографія
- 1926 — Полум'я